# الراس (قارة)

تعديل مصدري - تعديل

الراس هي إحدى قرى عزلة قارة بمديرية قارة التابعة لمحافظة حجة، بلغ تعداد سكانها 327 نسمة حسب تعداد اليمن لعام 2004.